# 公眾集會及遊行上訴委員會
公眾集會及遊行上訴委員會（英語：Appeal Board on Public Meetings and Processions）是香港政府根據香港法例第245章《公安條例》第44條的規定於1995年12月成立的法定組織，委員會專責處理計劃發起集會及遊行的人士或團體被香港警務處處長禁止集會或對活動施加限制條件後，就警方的決定提出上訴的申請，委員會有權維持、推翻或修改警方的決定，委員會對上訴的裁決屬最終裁決。

## 組成
委員會的全體委員由非公職人員組成，包括一名主席、兩名副主席和十三名成員。根據《公安條例》（第245章）第43條，委員會的成員由行政長官委任。

## 職能
委員會的設立是要為公眾人士或團體提供上訴途徑，就香港警務處處長禁止集會或對遊行施加附帶條件提出限制提出上訴。委員會是獨立於警方的架構，以便提高裁決的獨立性，及平衡警方的權力與公眾進行遊行集會的權利。香港的《公安條例》原本於1995年的修訂後容許30人或以上的遊行及50人以上的集會毋須事先申請，只需在舉行集會活動7日前通知警務處，但於1997年6月由臨時立法會通過的《1997年公安（修訂）條例草案》，從1997年7月1日起舉行的遊行集會都須要事先向警務處處長申請不反對通知書，而警務處處長可拒絕發出不反對通知書，或發出不反對通知書的同時施加附帶條件。
如果計劃發起遊行集會人士或團體認為警務處處長的禁止或限制集會遊行的決定不合理，可向委員會提出复核。委員會不但接受禁止遊行申請的上訴，也處理警方針對集會遊行人士施加遊行路線、集會區域或時間限制等附加條件的上訴。委員會根據《公安條例》第44和44A條進行聆訊後，可作出維持、推翻或更改施加條件的裁決，而委員會對上訴作出的裁決為最終的決定。

## 外部連結
- 公眾集會及遊行上訴委員會（页面存档备份，存于）